# ورزشگاه الشرطه
ورزشگاه الشرطه (به عربی: ملعب الشرطة) ورزشگاهی چندکاربردی در شهر بغداد عراق می‌باشد. امروزه از آن بیشتر برای برپایی مسابقه‌های فوتبال و به عنوان ورزشگاه خانگی باشگاه فوتبال الشرطه عراق استفاده می‌شود. این ورزشگاه گنجایش ۷۰۰۰ نفر تماشاچی را دارد.